# 천재 왕자의 적자국가 재생술 ~그래, 매국하자~

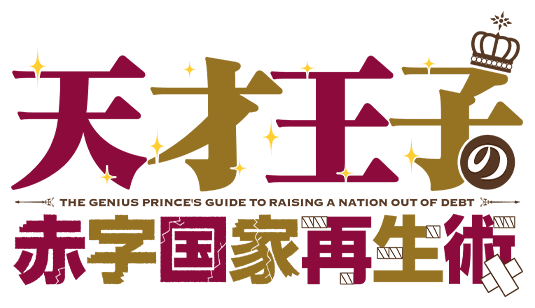

천재 왕자의 적자국가 재생술 ~그래, 매국하자~(天才王子の赤字国家再生術〜そうだ、売国しよう〜
)는 토바 토오루(작가), 파루마로(일러스트)가 원작한 일본의 라이트 노벨 소설 작품이다. 2018년 8월부터 GA 문고(소프트뱅크 크리에이티브)에서 간행.
「이 라이트 노벨이 대단해!」의 2019년도판에서는, 신작 부문에 대해 4위(종합 14위). 2020년 2월 시점에서 시리즈 누계 발행 부수는 25만부를 돌파하고 있다.

## 줄거리
나트라 왕국의 왕자 웨인은 약관 16세의 나이로 부왕의 갑작스러운 병으로 갑작스럽게 섭정으로 국정을 맡게 됐다. 나트라는 북쪽의 소국으로 자원도 없고 경제적으로나 군사적으로 약소하다. 무엇을 개선하려 해도, 그 돈도 인재도 없는 사면초가인 상황이었다. 웨인은 차세대 명군으로 촉망받고 신하와 국민으로부터도 경애받는 존재이지만 실은 총명하면서도 게으르기 때문에 자국의 상황을 잘 알고 있었으며, 잘하면 타국에 나라를 팔아먹고 유유자적한 은거생활을 꾀하고 있었다.
그러던 차에 패권국가 아스왈드 제국의 황제도 병으로 쓰러지고, 후계자를 지명하지 않은 채 급사하고 만다. 동쪽으로 혼란이 확산되는 가운데 웨인이 나라를 팔려고 시도한 책모는 모두 뜻하지 않은 쪽으로 넘어가고 희대의 명군으로서 나라 안팎에 명성을 높여가게 된다.